# Президент Мальты
Президент Мальты (англ. President of Malta, мальт. President ta' Malta) — должность главы государства Мальты.
После провозглашения в 1974 году Мальты республикой во главе государства стал президент Мальты. В соответствии с республиканской конституцией президент заменил монарха в качестве церемониального главы государства, избираемого парламентом на пятилетний срок. При образовании вакансии до избрания нового президента, и всякий раз, когда президент отсутствует на Мальте, находится в отпуске или по какой-либо причине не может выполнять функции, возложенные на него, эти функции должны выполняться другими должностными лицами, такими как премьер-министр или главный судья.
Первым президентом страны был избран занимавший до этого пост генерал-губернатора, представлявшего в стране королеву Великобритании, сэр Антони Джозеф Мамо.

## Вступление в должность
Лицо, назначенное на должность Президента или принимающее на себя функции Президента, обязано перед вступлением в должность принести присягу, приведённую во Втором приложении к Конституции Мальты. Согласно части 1 статьи 48 Конституции, присяга приносится перед Палатой представителей.
Текст присяги на английском языке:
| I, (name of nominee), solemnly swear/affirm that I will faithfully execute the office of President (perform the functions of the President) of Malta, and will, to the best of my ability preserve, protect and defend the Constitution of Malta. (So help me God). |

Перевод присяги на русский язык:
| Я, (имя), торжественно клянусь и подтверждаю, что я буду добросовестно исполнять должность Президента (выполнять функции Президента) Мальты и буду, наилучшим образом, насколько позволяют мои способности, охранять и защищать Конституцию Мальты (Да поможет мне Бог). |

## Вакансия должности
Должность Президента становится вакантной:
- По истечении пятилетнего срока от дня его назначения на эту должность;
- Если лицо, занимающее эту должность, смещено с неё резолюцией Палаты представителей на основании неспособности исполнять функции его должности (как из-за его телесной или душевной немощи, так и другой причины), а также на основании его недостойного поведения.

Когда должность Президента становится вакантной или пока новый Президент не назначен, а также если лицо, занимающее эту должность, находится вне Мальты или в отпуске или по какой-либо причине неспособно исполнять функции, возложенные на него этой Конституцией, эти функции должны исполняться таким лицом, которое премьер-министр после консультации с Лидером оппозиции может назначить или, если в Мальте нет лица, назначенного таким образом и способного исполнять такие функции, — Главным судьёй.

## Полномочия
Президент Мальты:
- Является главой государства;
- Является главой исполнительной власти страны;
- Назначает членов избирательной комиссии страны (после консультации с Премьер-министром и Лидером оппозиции);
- Может смещать членов избирательной комиссии;
- Если должность члена Избирательной комиссии вакантна или если член этой Комиссии по любой причине неспособен выполнять функции его должности, Президент, действуя в соответствии с советом премьер-министра, данным после консультации с Лидером оппозиции, может назначить лицо, которое могло бы быть назначено членом Избирательной комиссии, временным членом этой Комиссии;
- Когда законопроект представлен ему на одобрение, должен безотлагательно подписать законопроект, который одобряет
- Назначает начало новой сессии Парламента страны;
- Может в любой момент прервать сессию Парламента;
- Может своим актом призвать тот Парламент, который был распущен, собраться, и этот Парламент должен с этого времени считаться не подвергавшемся роспуску (используется в случае крайней необходимости);
- Должен действовать по согласованию с Премьер-министром;
- Может распустить Парламент, если Палата представителей принимает резолюцию, поддержанную голосами большинства всех её членов, о том, что она не доверяет Правительству, а премьер-министр в течение трёх дней не уходит в отставку со своего поста и не даёт совета о роспуске Парламента; также если должность премьер-министра вакантна и Президент считает, что нет такой перспективы, чтобы он смог в течение разумного срока назначить на эту должность лицо, которое может располагать поддержкой большинства членов Палаты представителей, то парламент тоже распускается;
- Должен назначить премьер-министром члена Палаты представителей, который, по мнению Президента, наиболее способен привлечь поддержку большинства членов этой Палаты;
- Действуя согласно совету премьер-министра, должен назначить других министров из числа членов Палаты представителей;
- Может сместить Премьер-министра с должности, если Палата представителей принимает резолюцию, поддержанную голосами большинства всех её членов, о том, что она не имеет доверия к Правительству;
- Действуя согласно совету премьер-министра, может своими письменными распоряжениями возложить на премьер-министра или на любого другого министра ответственность за любое дело Правительства Мальты, включая управление любым департаментом Правительства;
- Ничто в этой статье не должно уполномочивать главу государства на предоставление любому министру полномочий осуществлять любую власть или освобождать от любой обязанности, которая возложена этой Конституцией или иным законом на иное лицо или иной орган власти, нежели этот министр
- При вакансии должности Премьер-министра, а также, если он отсутствует в стране, может уполномочить любого другого члена Кабинета исполнять эти функции (иные, нежели те функции, которые возложены этой статьёй), и этот член Кабинета может исполнять такие функции, пока это полномочие не отменено Президентом;
- Если считает невозможным получение совета от премьер-министра из-за его отсутствия или болезни, он может осуществлять такие полномочия без такого совета;
- В случае, когда министр, не может исполнять функции своей должности по причине болезни или отсутствия в Мальте, может для исполнения его функций назначить другого члена Палаты представителей временным министром;
- Должен действовать в соответствии с мнением Кабинета или министра, действующего на основании общих полномочий Кабинета, за исключением случаев, в которых Конституция или иной закон требует от Президента действовать в соответствии с советом любого лица или органа власти, иного, нежели Кабинет;
- Должен быть проинформирован Премьер-министром о состоянии дел в стране;
- Может назначать парламентских секретарей из числа членов Палаты представителей для помощи (to assist) министрам в исполнении их обязанностей (по совету Премьер-министра);
- Назначает Лидера оппозиции;
- Назначает Генерального атторнея страны;
- Обладает правом помилования лица, замешанного в любом преступлении или осуждённого за него, причем помилование может быть как свободным от каких-либо законных условий, так и подчинённым таким условиям;
- Может предоставить любому лицу на неопределённое или на определённое время отсрочку исполнения обвинительного приговора, вынесенного этому лицу за любое преступление;
- Имеет право заменить менее суровой мерой наказания приговор, наложенный на любое лицо за любое преступление; а также отменить полностью или частично любой обвинительный приговор, вынесенный любому лицу за преступление, или любое наказание, или конфискацию имущества, которое в ином случае должно было перейти к государству из-за преступления;
- В случае, когда лицо было приговорено к смертной казни, может потребовать письменный доклад об этом деле от судьи-контролёра или, если речь идёт о приговоре военного суда, — от председательствовавшего лица и любая иная информация, основанная на протоколе суда по этому делу или на других материалах, которую Президент может потребовать, были посланы министру, ответственному за правосудие;
- Назначает судей Высших судов страны по совету Премьер-министра;
- Назначает Главного судью страны, если эта должность вакантна или если этот человек не может исполнять свои обязанности;
- Назначает магистратов низших судов;
- Назначает Директора аудита;
- Назначает послов, Высокого комиссара и других представителей Мальты в иностранных государствах;
- Назначает членов Комиссии по занятости.

## Официальные резиденции

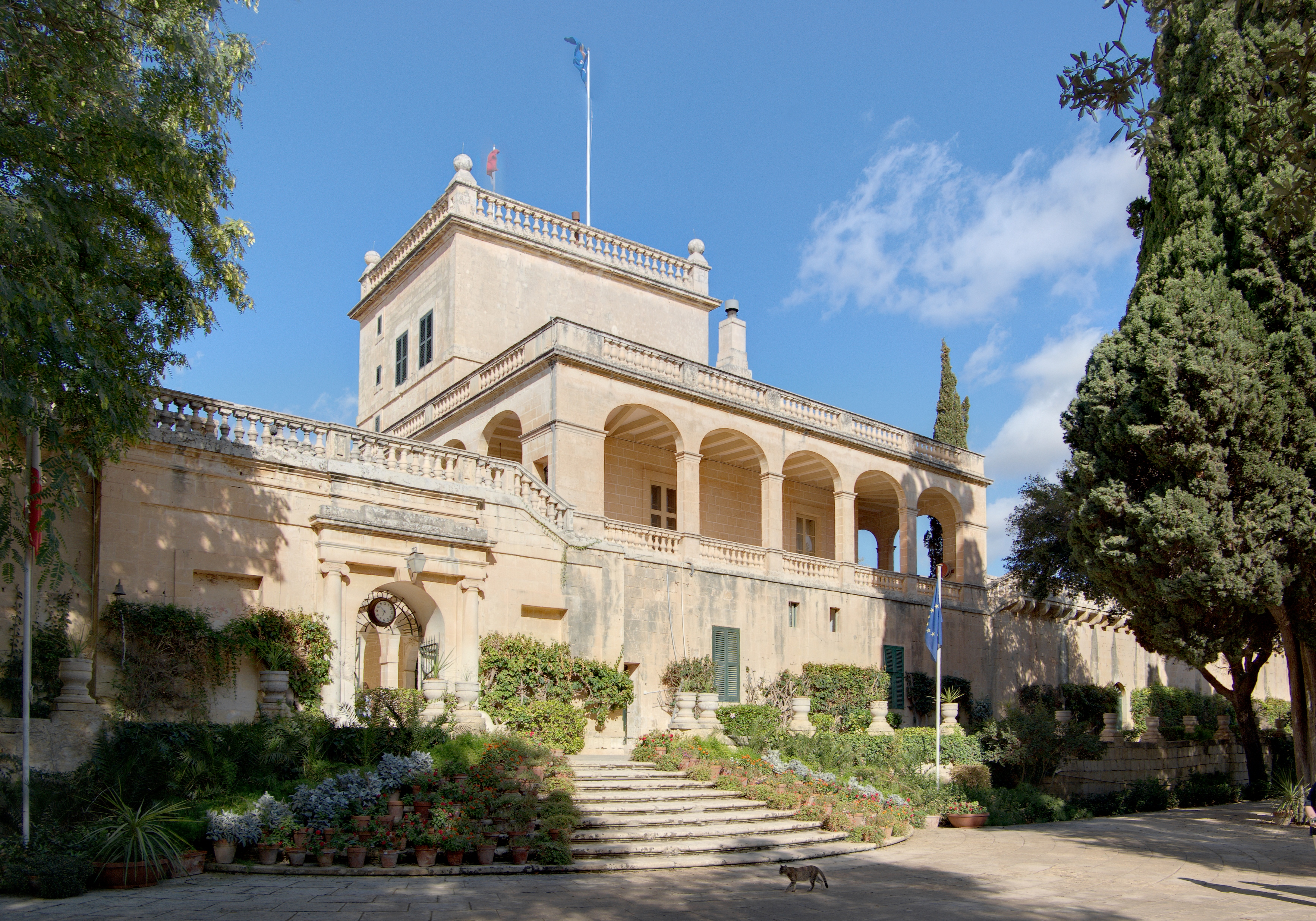
Дворец Сан-Антон в городе Аттард (официальная резиденция)
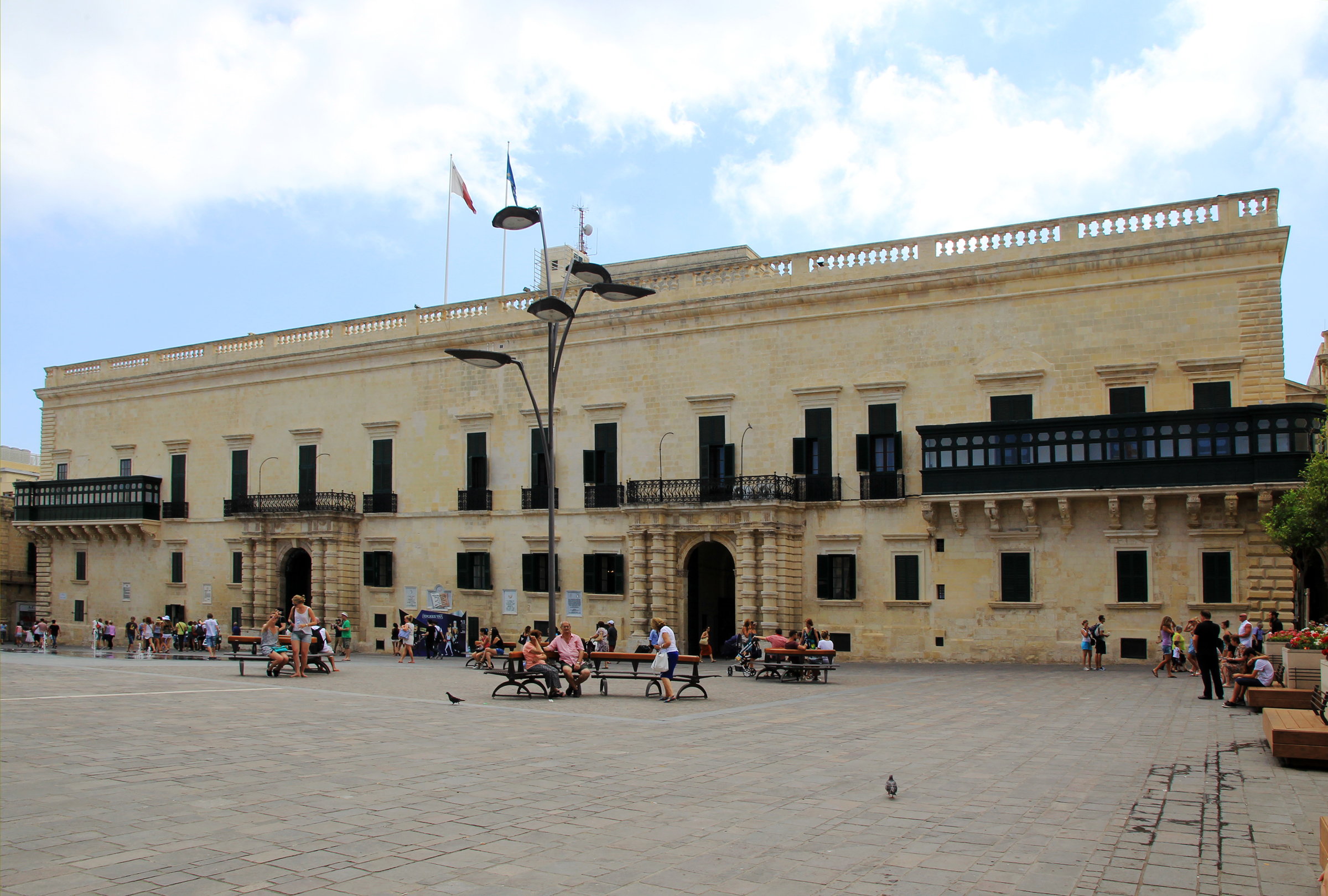
Дворец Великого Магистра, Ла-Валлетта (церемониальная резиденция)
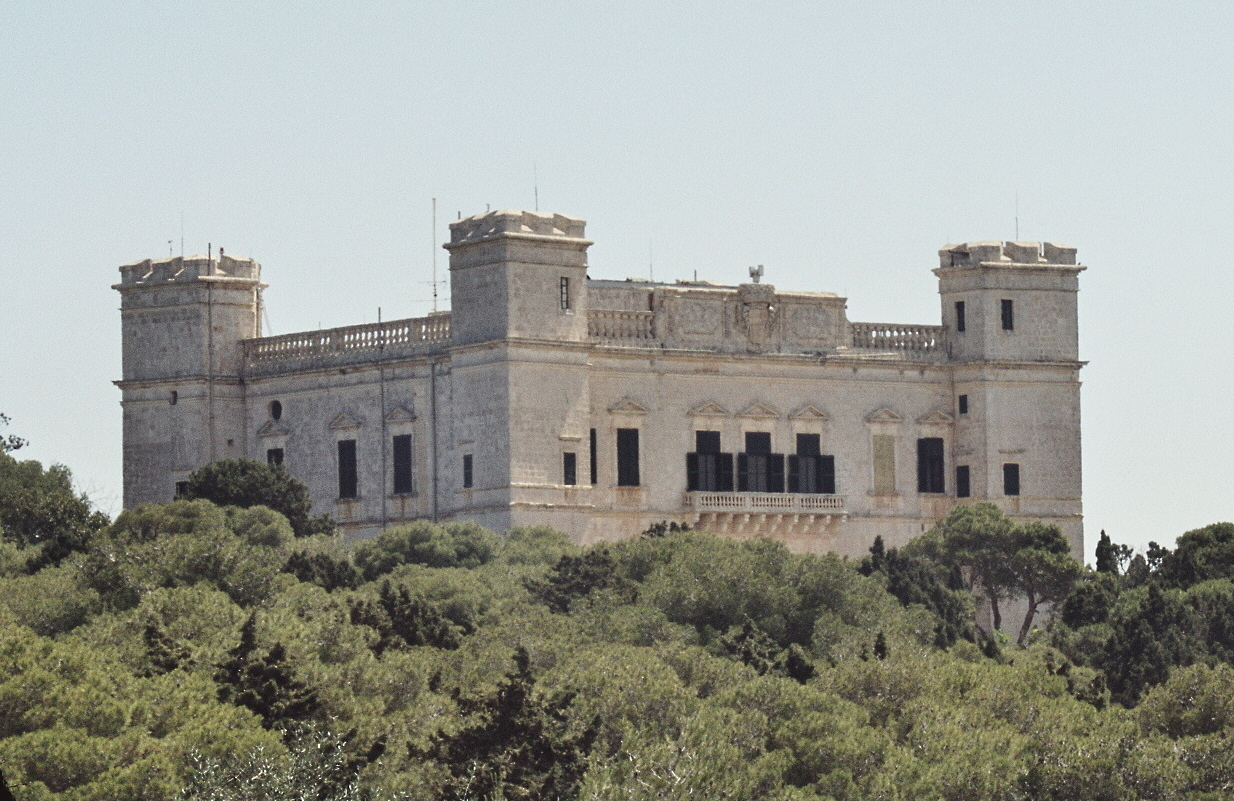
Вердала в садах Баскетт на юге острова Мальта (летняя резиденция)